# Patricia Highsmith
Patricia Highsmith (Fort Worth, Texas, 19 de gener de 1921 - Locarno, Suïssa, 4 de febrer de 1995) fou una escriptora estatunidenca de novel·la negra ben coneguda pels seus thrillers psicològics, que han tingut més de dues dotzenes d'adaptacions cinematogràfiques. Estranys en un tren ha estat adaptada per a la pantalla tres vegades, la més coneguda per Alfred Hitchcock el 1951. A més a més de la seva aclamada sèrie sobre l'assassí Tom Ripley, ha escrit nombroses novel·les i contes. El seu estil és molt personal, sovint macabre, satíric i ple d'humor negre. També va escriure sota el pseudònim Claire Morgan.

## Joventut
Nascuda Mary Patricia Plangman a prop de Fort Worth, Texas, va ser criada primer per la seua àvia materna a la ciutat de Nova York (un temps més tard la descrivia com el seu petit infern), i posteriorment per la seva mare i padrastre, els dos artistes comercials. La mare de Highsmith, Mary, es divorciava del seu pare cinc mesos abans del seu naixement. La jove escriptora tenia una relació intensa i complicada amb la seva mare que molestava al seu padrastre, encara que en anys posteriors a vegades intentava guanyar-se'l en les seves confrontacions amb la seva mare. Segons Highsmith, la seva mare una vegada li va dir que havia provat d'avortar bevent aiguarràs quan estava embarassada d'ella. Highsmith mai no va solucionar aquesta relació d'amor-odi, que l'obsessionà la resta de la seva vida i que novel·là en el conte L'aiguarràs, sobre un noi jove que apunyala la seva mare fins a matar-la.
L'àvia de Highsmith l'ensenyà a llegir molt jove. Alhora Highsmith feia bon ús de l'extensa biblioteca de la seva mare i padrastre. A l'edat de vuit anys descobrí La ment humana, de Karl Menninger, i estava fascinada pels estudis de pacients afligits amb trastorns mentals com la piromania i l'esquizofrènia.

## Còmics
El 1942, Highsmith es graduà a la Universitat Barnard, on estudià composició anglesa, teatre i conte. Va viure entre la ciutat de Nova York i Mèxic de 1942 a 1948. Durant aquesta etapa escrivia per a editors de còmics, aconseguint dues històries al dia a canvi de $55 per setmana. Amb Nedor/Standard/Pines (1942-43), escrivia per a Sgt. Bill King i contribuïa a la publicació Black Terror. Per a "Real Fact", "Real Heroes" i "True Comics", escriví perfils en clau de còmic sobre notables personalitats de la cultura: Barney Ross, Edward Rickenbacker, Einstein, Galileo, Oliver Cromwell, Isaac Newton, David Livingstone i d'altres. Durant l'etapa 1943-45 escrivia guions per a Fawcett Publications de personatges de la mateixa Fawcett Comics com Golden Arrow, Spy Smasher, Captain Midnight, Crisco i Jaspi. Escriví per a Western Comics durant els anys 1945-47.
Quan més tard escriví L'enginyós senyor Ripley (1955), amb el seu habitual humor negre, una de les primeres víctimes del protagonista és el dibuixant de còmic Frederick Reddington, un gest que anava dirigit a la seva carrera anterior, que ja havia abandonat: "Tom tenia un petit problema al voltant de Reddington. Era un dibuixant de còmic. Probablement no sabia si estava venint o anant."

## Novel·les i adaptacions
A suggeriment de Truman Capote, reescrivia la seva primera novel·la, Estranys en un tren, a la colònia d'escriptors Yaddo a Saratoga Springs, Nova York. El llibre va obtenir un èxit modest quan es publicà el 1950. Tanmateix, va ser a causa d'Alfred Hitchcock i la seva adaptació cinematogràfica de 1951, quan la novel·la i la carrera de Highsmith van augmentar notablement la seva reputació. Aviat es tornà molt coneguda com a escriptora de misteris psicològics irònics, pertorbadors i amb una prosa dura i de vegades terrorífica. D'altres cineastes, principalment europeus, feien el mateix amb unes quantes novel·les de Patricia Highsmith, incloent-hi L'enginyós senyor Ripley (1955), L'amic americà. El joc de Ripley (1974) i Edith's Diary (1977).
Va portar un diari durant tota la vida, i desenvolupava el seu estil d'escriptura com si fos una nena que escrivia fantasiejant sobre els seus veïns, com si, darrere les seves façanes de normalitat, tinguessin problemes psicològics i personalitats homicides, un tema que exploraria extensament en les seves novel·les i contes.
Highsmith incloïa matisos homosexuals en moltes de les seves novel·les i encarava el tema directament en The Price of Salt (també coneguda com a Carol) i la novel·la pòstumament publicada Small g: A summer Idyll. L'anterior novel·la és coneguda pel seu final feliç, la primera de la seva classe en la ficció homosexual-lesbiana. Publicat el 1953 sota el pseudònim Claire Morgan, va vendre gairebé un milió de còpies. La inspiració per al caràcter principal del llibre, Carol, era una dona que Highsmith veia a Bloomingdales, on treballava en aquell temps. Highsmith esbrinà la seva adreça en els detalls de la seva targeta de crèdit, i en dues ocasions després que el llibre es publiqués (al juny de 1950 i gener de 1951) va espiar aquesta dona sense que ella ho sabés, en un acte molt similar al de les seves novel·les, on la privadesa personal és normalment assetjada i vençuda.
Els protagonistes en moltes de les novel·les de Highsmith no estan moralment compromesos per les circumstàncies, o activament desobeeixen la llei. Molts dels seus antiherois, sovint homes joves atractius i emocionalment inestables, cometen assassinats en atacs de passió, o simplement per sortir d'una mala situació personal. És tan probable que evitin la justícia com que la rebin. Les obres de Franz Kafka i Fiódor Dostoievski jugaven un paper important en les seves novel·les.
El personatge que més es repetia era Tom Ripley -un artista amoral, sexualment ambigu i eventual assassí-, que es presentava en un total de cinc novel·les, popularment conegudes com el Ripliad, escrites entre 1955 i 1991. Presentat per primera vegada en L'enginyós senyor Ripley, després del 9 de gener de 1956, quan va aparèixer l'adaptació de TV en Studio One, era filmat per René Clément com A Plein Soleil (1960) amb Alain Delon, que Highsmith lloava com el Ripley ideal. La novel·la s'adaptava, sota el seu títol original, el 1999 per Anthony Minghella, protagonitzada per Matt Damon, Gwyneth Paltrow, Jude Law i Cate Blanchett.
Una novel·la de Ripley posterior, L'amic americà. El joc de Ripley, va ser filmada per Wim Wenders com Der amerikanische Freund (1977). Sota el seu títol original es filmava una altra vegada el 2002, dirigida per Liliana Cavani amb John Malkovich en el paper de Ripley. Ripley enterrat (2005), que protagonitzava Barry Pepper com a Ripley, es mostrava al Festival de Cinema d'AFI, però no ha tingut distribució.
El 2009 la Ràdio BBC 4 adaptà els cinc llibres de Ripley amb Ian Hart com a protagonista.
Al gener de 2021 l'editorial Pagès Editors va publicar el recull de relats La cervesa de la Highsmith, on 8 escriptores catalanes de novel·la negra homenatjaven l'escriptora estatunidenca en el centenari del seu naixement.

## Vida íntima
Segons la seva biografia, Beautiful Shadow, la vida personal de Highsmith era molt problemàtica; es descriu com una alcohòlica que mai va gaudir d'una relació que durés més enllà d'uns pocs anys, i era vista per alguns dels seus contemporanis i coneguts com una dona misantropa i cruel. Era famosa la seva predilecció per la companyia d'animals que la de persones, i en una ocasió digué: "La meva imaginació funciona molt millor quan no he de parlar a la gent." Sobre la seva personalitat les opinions eren molt variades i subjectives. Alguns eren molt durs: "Era una persona dura, cruel, poc estimable i poc afectuosa", deia el seu conegut Otto Penzler. Ans al contrari, n'hi ha opinions menys càustiques: Gary Fisketjon, que publicà les seves darreres novel·les en Knopf, deia que "era aspra, molt difícil... però era també una persona amb molta diversió i de moltes paraules, secament estranya i divertida, i agradable de tenir al voltant."
Highsmith era lesbiana (segons algunes fonts, bisexual), i mai no es casà ni va tenir fills. Durant el 1949 va ser molt propera al novel·lista Marc Brandel. Entre 1959 i 1961 va tenir una relació amb l'escriptora Marijane Meaker, que escrivia sota els pseudònims de Vin Packer i Ann Aldrich, però més tard escriví amb el nom M. E. Kerr. Meaker va escriure arran de la seva relació en el llibre de memòries Highsmith: Un romanç dels anys 1950. En els últims anys 80, després de 27 anys de separació, Highsmith començà a compartir correspondència amb Meaker una altra vegada, i un dia aparegué davant la seva porta, una mica beguda i vociferant amargament. Meaker recordà en una entrevista l'horror que sentí en assabentar-se com d'odiosa s'havia tornat Highsmith en aquells dies.
A vegades se l'ha etiquetada d'antisemita a causa del seu suport a l'alliberament de Palestina; no obstant això, tenia amics jueus com l'autor Arthur Koestler, i admirava escriptors jueus com Franz Kafka i Saul Bellow. També va ser acusada de misogínia arran de la seva antologia satírica Petits contes misògins.
Encara que la seva obra -22 novel·les i 8 llibres de contes- ha estat molt aclamada, especialment a fora dels Estats Units, Highsmith preferia en la seva vida personal la intimitat privada. Tenia amistats i mantenia correspondència amb uns quants escriptors, i també s'inspirava en l'art i el regne animal. Highsmith creia en els ideals democràtics estatunidencs i en la promesa històrica dels Estats Units, però era també força crítica amb la realitat de la cultura i la política exterior del seu país. Va viure a Europa des de 1963 fins a la seva mort.
Tales of Natural and Unnatural Catastrophes, la seva antologia de contes de 1987, era notòriament antiestatunidenca, i sovint presentava el seu país sota una llum desagradable.
Highsmith morí de leucèmia a Locarno, Suïssa. En agraïment al lloc que l'ajudà a començar la seva carrera d'escriptora, deixà les seves propietats, amb valor aproximat d'uns 3 milions de dòlars, a la colònia Yaddo. La seva última novel·la, Small g: un idil·li d'estiu, era publicada pòstumament un mes més tard.

## Obra publicada
| Novel·les (en anglès) - Strangers on a Train (1950). Adaptada al cinema - The Price of Salt (com Claire Morgan) (1953). També publicada com Carol. Adaptada al cinema - The Blunderer (1954) - The Talented Mr. Ripley (1955). Adaptada al cinema - Deep Water (1957) - A Game for the Living (1958) - This Sweet Sickness (1960) - The Two Faces of January (1961) - The Cry of the Owl (1962). Adaptada al cinema - The Glass Cell (1964) - A Suspension of Mercy (1965). També publicat com The Story-Teller (El contista) - Those Who Walk Away (1967) - The Tremor of Forgery (1969) - Ripley Under Ground (1970) - A Dog's Ransom (1972) - Ripley's Game (1974). Adaptada al cinema - Edith's Diary (1977) - The Boy Who Followed Ripley (1980) - People Who Knock on the Door (1983) - Found in the Street (1987) - Ripley Under Water (1991) - Small g: a Summer Idyll (1995) Llibre il·lustrat de poesia per a nens: - Miranda the Panda Is on the Veranda (amb Doris Sanders) (1958) Manual d'escriptura: - Plotting and Writing Suspense Fiction (1966) | Novel·les publicades en català - Estranys en un tren (1950) ISBN 978-84-664-0093-0 - Carol (1953). ISBN 978-84-88839-93-0 (L'Avenç, 2016) - L'equívoc (1954) ISBN 978-84-297-3719-6 - L'enginyós senyor Ripley (1955) ISBN 978-84-297-3846-9 - Terror (1960) ISBN 978-84-8300-301-5 - El crit de l'òliba (1962) ISBN 978-84-297-2128-7 - El tremolor de l'engany (1969) ISBN 978-84-297-3091-3 - Ripley enterrat (1970) ISBN 978-84-297-3930-5 - El noi que va seguir Ripley (1980) ISBN 978-84-297-3986-2 - Trobada al carrer (1987) ISBN 978-84-86433-27-7 - L'amic americà. El joc de Ripley (1992) ISBN 978-84-8772-708-5 - Small g: Un idil·li d'estiu (1995) ISBN 978-84-7809-977-1 - Carol (2016) 978-84-88839-93-0 Traduïda al català per Montserrat Morera amb L'Avenç Reculls de contes - Eleven (1970), També publicada com The Snail-Watcher and Other Stories - Variations on a Game (1973) - Little Tales of Misogyny (1974) - The Animal Lover's Book of Beastly Murder (1975) - Slowly, Slowly in the Wind (1979) - The Black House (1981) - Mermaids on the Golf Course (1985) - Tales of Natural and Unnatural Catastrophes (1987) Reculls de contes publicats en català - Ocells a punt de volar (1938/49) ISBN 978-84-664-0239-2 - L'home que guaitava els cargols (Històries bestials) (1970) ISBN 978-84-297-2526-1 - Petits contes misògins (1974) ISBN 978-84-7809-016-7 - Sirenes al golf (1985) ISBN 978-84-86433-09-3 - Tots els contes inèdits (1938/82) ISBN 978-84-664-0369-6 - Una afició perillosa (contes 1952-1982) |

## Premis
- 1946 : O. Henry Award per "The Heroine", conte publicat a Harper's Bazaar
- 1951 : Edgar Award nominada a la millor novel·la, per Strangers on a Train
- 1956 : Edgar Award nominada a la millor novel·la, per The Talented Mr. Ripley
- 1957 : Grand Prix de Littérature Policière, per The Talented Mr. Ripley
- 1963 : Edgar Award nominada pel millor conte, per "The Terrapin"
- 1964 : Dagger Award – Categoria millor novel·la estrangera, per The Two Faces of January del Crime Writers' Association de Gran Bretanya
- 1975 : Grand Prix de l'Humour Noir per L'amateur d'escargot
- 1990 : Chevalier dans l'Ordre des Arts et des Lettres del Ministeri de Cultura Francès